# Selters (Verbandsgemeinde)
Pour les articles homonymes, voir Selters.
Selters est une Verbandsgemeinde (collectivité territoriale) de l'arrondissement de Westerwald dans la Rhénanie-Palatinat en Allemagne. Le siège de cette Verbandsgemeinde est dans la ville de Selters (Westerwald).
La Verbandsgemeinde de Selters consiste en cette liste d'Ortsgemeinden (municipalités locales) :

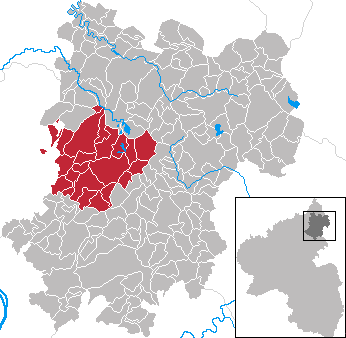
Localisation de la Verbandsgemeinde de Selters dans l'arrondissement de Westerwald

| 1. Ellenhausen 2. Ewighausen 3. Freilingen 4. Freirachdorf 5. Goddert 6. Hartenfels 7. Herschbach 8. Krümmel 9. Marienrachdorf 10. Maroth 11. Maxsain | 1. Nordhofen 2. Quirnbach 3. Rückeroth 4. Schenkelberg 5. Selters (Westerwald) 6. Sessenhausen 7. Steinen 8. Vielbach 9. Weidenhahn 10. Wölferlingen |